# Chlorden Plus
Chlorden Plus ist eine chemische Verbindung, die als Flammschutzmittel verwendet wird. Es ist strukturell eng mit Dechloran 602 verwandt (Methylen- vs. Ethergruppe).

## Gewinnung und Darstellung
Chlorden Plus kann aus Hexachlorcyclopentadien und Cyclopentadien dargestellt werden, wobei als Zwischenprodukt Chlorden entsteht.

## Weblink
- New Halogenated Flame Retardants – EFRs (Experimental Flame Retardants)